# NGC 893
NGC 893 è una galassia a spirale situata nella costellazione della Fenice, a una distanza di circa 284 milioni di anni luce dalla nostra Via Lattea.

## Scoperta
La galassia è stata scoperta il 23 ottobre 1835 dall'astronomo britannico John Herschel.

## Descrizione
NGC 893 ha una classe di luminosità III e presenta una larga riga a 21 cm dell'idrogeno neutro.